# Polistes atrox
Polistes atrox är en getingart som beskrevs av Richards 1978. Polistes atrox ingår i släktet pappersgetingar, och familjen getingar. Inga underarter finns listade i Catalogue of Life.